# 2020 في مصر
فيما يلي قوائم الأحداث التي وقعت خلال عام 2020 في مصر.

## الأحـداث
- 11 فبراير - الساعة السكانية بالجهاز المركزي للتعبئة العامة والإحصاء المرتبطة بقاعدة بيانات وزارة الصحة تسجل أن عدد سكان مصر تجاوز 100 مليون نسمة.[1]
- 30 أبريل - مقتل وإصابة 10 من أفراد القوات المسلحة في هجوم على عربة مدرعة في منطقة بئر العبد بسيناء.[2]
- قضية اغتصاب فتاة فيرمونت

## رياضة
```
27نوفمبر فوز الاهلي على الزمالك 2-1 في دوري ابطال افريقيا ليبصح عدد بطولات الاهلي 9 بطولات
```

## مسلسلات
- النهاية (مسلسل)
- الاختيار (مسلسل)
- البرنس ( مسلسل)

## جـوائز
- فاز الشاعر المصري عماد أبو صالح ب«جائزة سركون بولص للشعر وترجمته للعام 2020».[3]

## وفـيات
- 16 يناير – ماجدة، ممثلة (88 سنة).[4]

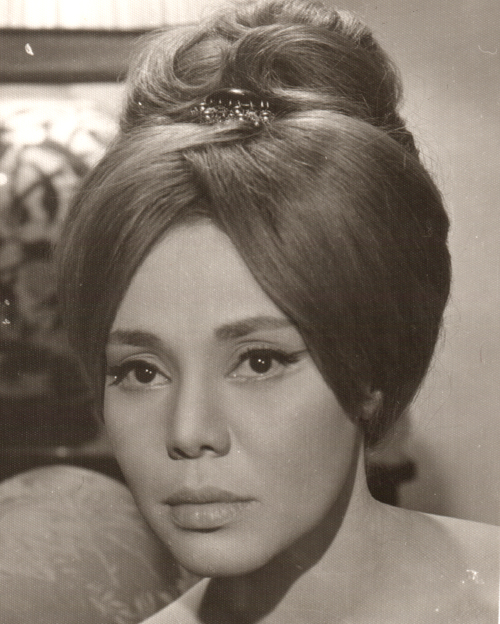
ماجدة

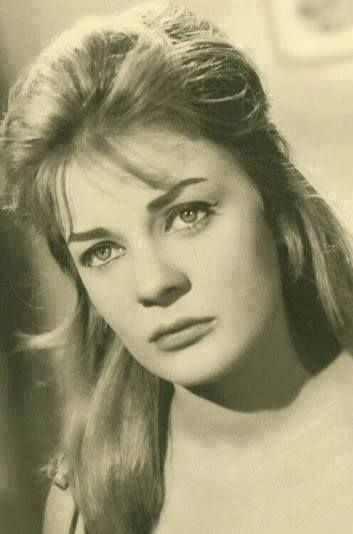
نادية لطفي

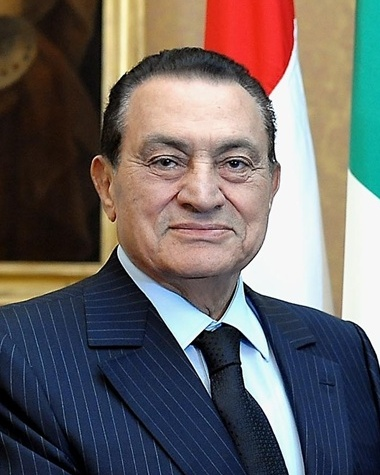
حسني مبارك

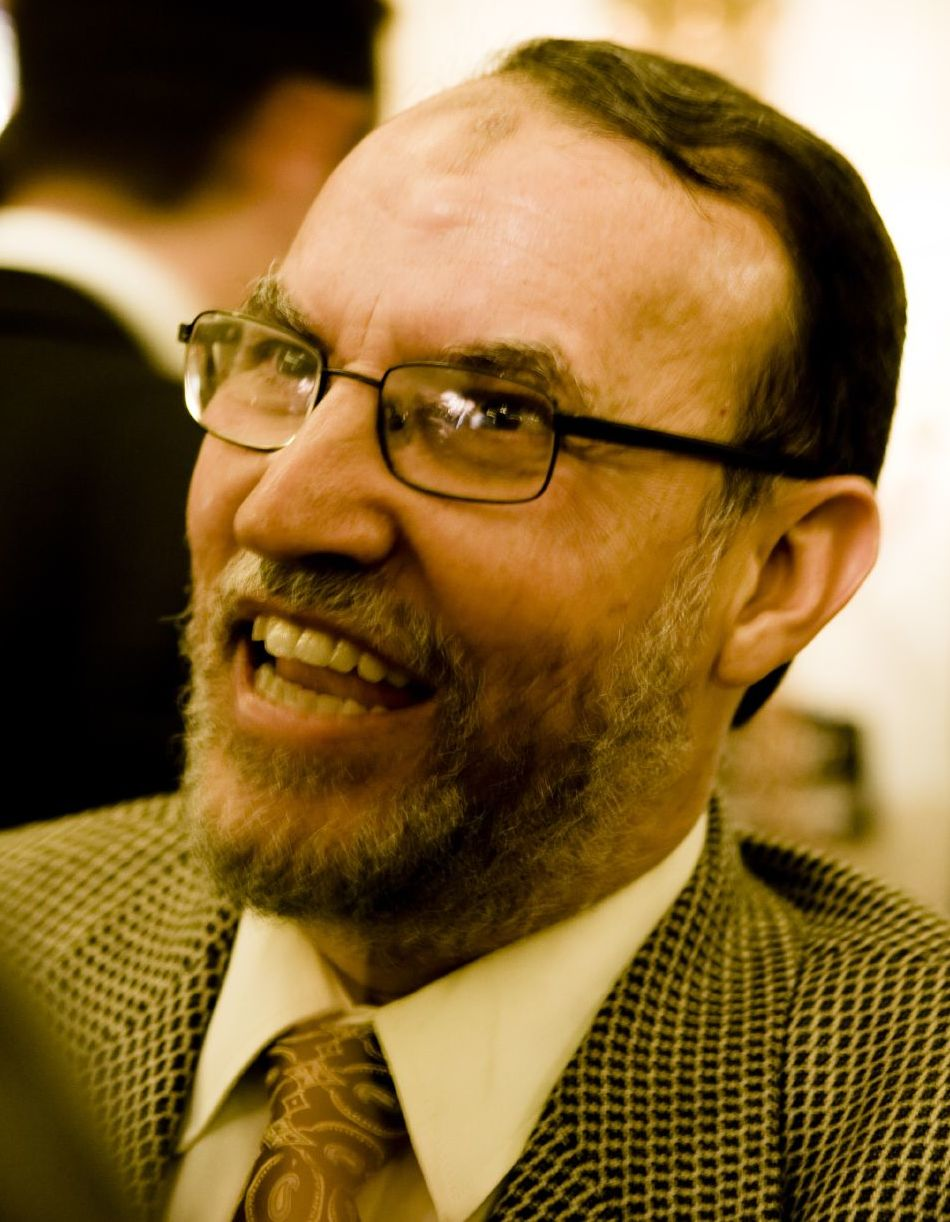
عصام العريان

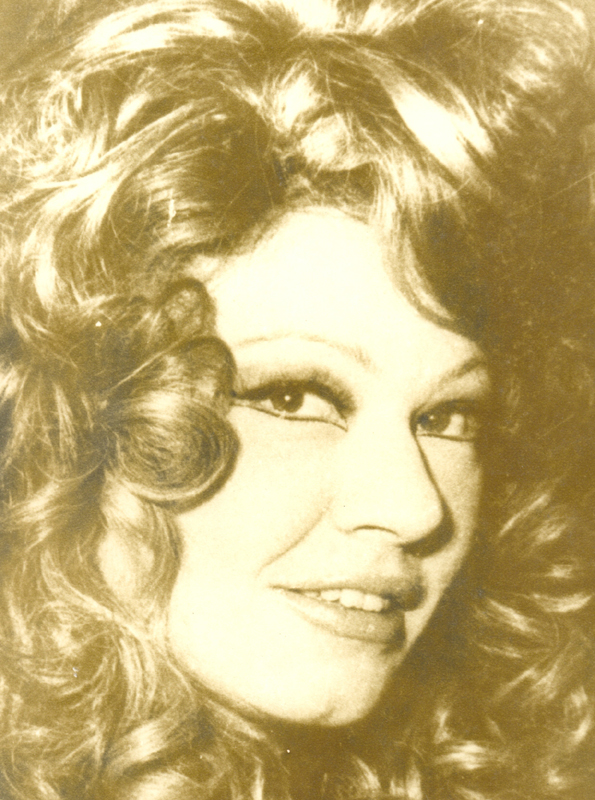
شويكار

- 17 يناير – نادية رفيق، ممثلة (85 سنة).
- 17 يناير – إبراهيم فرح، ممثل (68 سنة).
- 18 يناير – سمير البنا، ممثل (68 سنة).
- 19 يناير – محمود السقا، سياسي (89 سنة).
- 31 يناير – خالد بشارة، رجل أعمال (49 سنة).
- 4 فبراير – نادية لطفي، ممثلة (83 سنة).
- 7 فبراير – لينين الرملي، كاتب مسرحي وسينمائي (75 سنة).
- 25 فبراير – حسني مبارك، الرئيس الرابع للجمهورية (91 سنة).
- 4 مارس – هشام عشماوي، عسكري سابق، إرهابي (42 سنة).
- 23 مارس – محمود هاشم عيسى، عالم مسلم ومُقرئ (85 سنة).
- 27 مارس – محمد عمارة، مفكر إسلامي (88 سنة).
- 27 مارس – جورج سيدهم، ممثل (81 سنة).
- 1 أبريل – محمود حمدي زقزوق، سياسي وعالم مسلم (86 سنة).
- 15 أبريل – أحمد دياب، ممثل (74 سنة).
- 2 مايو – شادي حبش، مخرج ومصور (24 سنة).
- 3 مايو – محمد عبد الحميد حلمي، قائد القوات الجوية الأسبق (89 سنة).
- 5 مايو – محمد محمود الطبلاوي، قارئ (85 سنة).
- 12 مايو – إبراهيم نصر، ممثل (73 سنة).
- 22 مايو – آدم حنين، رسام ونحات (91 سنة).
- 30 مايو – حسن حسني، ممثل (88 سنة).
- 30 مايو – عفاف شاكر، ممثل (90 سنة).
- 2 يونيو – علي عبد الرحيم، ممثل (59 سنة).
- 11 يونيو – محمود مسعود، ممثل (67 سنة).
- 14 يونيو – سارة حجازي، ناشطة .
- 17 يونيو – ماجدة قنديل، عالمة اقتصاد (62 سنة).
- 28 يونيو – نعمة الله حسين، كاتبة وناقدة.
- 3 يوليو – محمود جمعة، ممثل (70 سنة).
- 5 يوليو – رجاء الجداوي، ممثلة (85 سنة).
- 6 يوليو – محمد العصار، قائد عسكري وسياسي (74 سنة).
- 10 يوليو – محمود رضا، مصمم رقصات وممثل (89 سنة).
- 13 يوليو – محمد منير، صحفي (64سنة).
- 13 يوليو – محمد مشالي، طبيب (76سنة).
- 2 أغسطس – سامية أمين، ممثلة (75 سنة).
- 4 أغسطس – عبد الباسط هاشم محمد، مُقرئ (92سنة).
- 9 أغسطس – إبراهيم الشرقاوي، ممثل (72سنة).
- 12 أغسطس – سناء شافع، ممثل ومخرج مسرحي (77 سنة).
- 13 أغسطس – عصام العريان، مسؤول المكتب السياسي لجماعة الإخوان المسلمين (66 سنة).
- 13 أغسطس – سمير الإسكندراني، مطرب ورسام (82 سنة).
- 14 أغسطس – شويكار، ممثلة (83 سنة).
- 20 أغسطس – حسين حامد، مُفكر وعالم اقتصاد إسلامي (88سنة).
- 26 أغسطس – عفاف عبد الرازق، إعلاميّة ومُذيعة (80سنة).
- 5 سبتمبر – يوسف والي، وزير الزراعة الأسبق (90 سنة).
- 7 سبتمبر – عايدة كامل، ممثلة (89 سنة).
- 12 سبتمبر — عزمي مجاهد، لاعب كرة طائرة وإعلامي (70 سنة).
- 12 سبتمبر — علي رجب، مخرج (56 سنة).
- 19 سبتمبر - محمد فريد خميس، رجل أعمال (80 سنة).
- 26 سبتمبر - المنتصر بالله، ممثل (70 سنة).
- 9 أكتوبر - عادل سليمان، لواء قوات مسلحة، حاصل على وسام نجمة سيناء، (77 سنة).
- 11 أكتوبر - أمين المهدي، كاتب سياسي، (75 سنة).
- 14 أكتوبر - محمود ياسين، ممثل، (79 سنة).
- 7 نوفمبر - مصطفى صفوان، عالم نفس (99 سنة).
- 14 نوفمبر - سعيد الكفراوي، كاتب قصة قصيرة (81 عامًا).[5]
- 19 نوفمبر - فايق عزب، ممثل (77 سنة).
- 23 نوفمبر - طارق عاكف، ملحن (59 سنة).
- 26 نوفمبر - حافظ أبو سعدة، ناشط حقوقي.
- 28 نوفمبر - شمس الدين بدران، وزير الحربية السابق (91 سنة).
- 6 ديسمبر - رفعت سلام، شاعر ومترجم (69 سنة).
- 9 ديسمبر - نبيل فاروق، كاتب قصص بوليسية وخيال علمي (64 سنة).
- 10 ديسمبر - طلعت مسلم، قائد عسكري مصري (85 سنة).